# オリバー・ブーツ
オリバー・ブーツ（Oliver Bootz, 1971年7月23日 - ）は、ドイツ・ベルリン出身の俳優・モデル。ドイツのテレビを中心に活動している。

## 来歴
1991年、モデルとしてデビュー。1992年、映画「Otto - Der Liebesfilm」で俳優デビューした後、1994年から1997年まで放送された『Unter uns』で Christian 'Chris' Weigel を演じ、その後も多数のテレビドラマと映画に出演している。

## 主な出演作品
- アウトバーン・コップ Cobraシリーズ　Alarm für Cobra 11　（1998年）
- レーシング・ブラッド　Benzin im Blut　（2000年）
- ザ・スクリュー　S.O.S. Barracuda – Der Mädchenjäger　（2001年）
- ボディ・フォー・セル　S.O.S. Barracuda – Der Hai von Mallorca　（2001年）
- ザ・ペスト　Pest　（2002年）
- ワイルド・レーサー　Autobahnraser　（2004年）
- バルトの楽園　（2006年、東映） - 日本映画
- ハッピーを探して　29 und noch Jungfrau　（2007年）
- ファウスト　Faust　（2011年）